# Lingua turca gagauza balcanica
La Lingua turca gagauza balcanica, conosciuta anche come turco balcanico, è una lingua appartenente alla Famiglia linguistica Turca parlata nella Turchia Europea, in Grecia e nella Repubblica di Macedonia nelle zone di Kumanovo e di Bitola.
I dialetti includono il Gajal, il Turco Gerlovo, il Karamanli, il Kyzylbash, il Surguch, il Turco Tozluk, lo Yuruk ed il Gagauzo Macedone.
È considerata una lingua separata sia dalla Lingua gagauza che da quella turca.